# Mourad Batna
Mourad Batna (Rabat, 27 giugno 1990) è un calciatore marocchino, di ruolo attaccante, attualmente svincolato.

## Palmarès

### Club

#### Competizioni nazionali
- Campionato marocchino: 1

FUS Rabat: 2015-2016
- Coppa del Marocco: 1

FUS Rabat: 2013-2014
- Coppa di Lega (Emirati Arabi Uniti): 1

Al-Wahda: 2017-2018
- Supercoppa degli Emirati Arabi Uniti: 2

Al-Wahda: 2017, 2018